# Pseudophorellia brevilobata
Pseudophorellia brevilobata är en tvåvingeart som beskrevs av Allen L.Norrbom 2006. Pseudophorellia brevilobata ingår i släktet Pseudophorellia och familjen borrflugor.
Artens utbredningsområde är Peru. Inga underarter finns listade i Catalogue of Life.